# CL-501
La CL-501 es una vía perteneciente a la red básica de carreteras de la comunidad autónoma de Castilla y León (España) correspondiente con el tramo de la antigua carretera comarcal C-501 Madrid-Plasencia, que discurre dentro del territorio de la provincia de Ávila, formando la principal arteria vertebradora del valle del Tiétar, y constituye la continuación del tramo madrileño denominado M-501 hasta Santa María del Tiétar .

## Trazado

Mapa conjunto del trazado de la CL-501 (provincia de Ávila, izquierda) y la M-501 (Comunidad de Madrid, derecha).

Atraviesa el valle del río Tiétar por el sur de la sierra de Gredos y termina en el límite de la provincia de Ávila (Castilla y León) con la provincia de Cáceres (Extremadura), donde se convierte en la EX-203 (autonómica de segundo orden, a diferencia de la CL-501 y la M-501).

## Hitos
| Elemento             | P.K.     | Salidas/indicaciones                                                                          | Salidas/indicaciones                                                                          | Enlaces con                     |
| Elemento             | P.K.     | Sentido Plasencia                                                                             | Sentido Madrid/M-40                                                                           | Enlaces con                     |
| -------------------- | -------- | --------------------------------------------------------------------------------------------- | --------------------------------------------------------------------------------------------- | ------------------------------- |
|                      | km 3-5   | Santa María del Tiétar (travesía)                                                             | Santa María del Tiétar (travesía)                                                             |                                 |
|                      | km 6-9   | Sotillo de la Adrada (travesía) AV-P-703 Casillas AV-915 Fresnedilla                          | Sotillo de la Adrada (travesía) AV-P-703 Casillas AV-915 Fresnedilla                          | AV-P-703 AV-915                 |
|                      | km 11    | Urbanización Pradollano                                                                       | Urbanización Pradollano                                                                       |                                 |
|                      | km 11-13 | La Adrada (travesía) AV-930 La Iglesuela del Tiétar                                           | La Adrada (travesía) AV-930 La Iglesuela del Tiétar                                           | AV-930 CM-5053                  |
|                      | km 14    | Urbanización La Toledana                                                                      | Urbanización La Toledana                                                                      |                                 |
|                      | km 17-19 | Piedralaves (travesía)                                                                        | Piedralaves (travesía)                                                                        |                                 |
|                      | km 20    | Casavieja                                                                                     | Casavieja                                                                                     |                                 |
|                      | km 25    | AV-901 Casavieja (travesía) AV-901 La Iglesuela del Tiétar (travesía) · Talavera de la Reina  | AV-901 Casavieja (travesía) AV-901 La Iglesuela del Tiétar (travesía) · Talavera de la Reina  | AV-901 CM-5006                  |
| Límite autonómico    | km 27    | CASTILLA-LA MANCHA Provincia de Toledo                                                        | CASTILLA Y LEÓN Provincia de Ávila                                                            |                                 |
| Base de La Iglesuela | km 29    | Aeródromo "El Tiétar" (La Iglesuela)                                                          | Aeródromo "El Tiétar" (La Iglesuela)                                                          |                                 |
| Límite autonómico    | km 31    | CASTILLA Y LEÓN Provincia de Ávila                                                            | CASTILLA-LA MANCHA Provincia de Toledo                                                        |                                 |
|                      | km 32    | AV-P-705 Mijares                                                                              | AV-P-705 Mijares                                                                              | AV-P-705                        |
|                      | km 34    | AV-P-705 Gavilanes                                                                            | AV-P-705 Gavilanes                                                                            | AV-P-705                        |
|                      | km 38    | AV-927 Pedro Bernardo                                                                         | AV-927 Pedro Bernardo                                                                         | AV-927                          |
|                      | km 43-44 | Lanzahíta (travesía)                                                                          | Lanzahíta (travesía)                                                                          |                                 |
|                      | km 45    | Lanzahíta                                                                                     | Lanzahíta                                                                                     |                                 |
|                      | km 49    | La Higuera                                                                                    | La Higuera                                                                                    |                                 |
|                      | km 53    | N-502 CL-501 Ramacastañas · Ávila N-502 Talavera de la Reina                                  | N-502 CL-501 Ramacastañas · Ávila N-502 Talavera de la Reina                                  | N-502                           |
|                      | km 54    | Ramacastañas (travesía)                                                                       | Ramacastañas (travesía)                                                                       | N-502                           |
|                      | km 54    | N-502 Ávila CL-501 AV-925 Arenas de San Pedro                                                 | N-502 Ávila CL-501 AV-925 Arenas de San Pedro                                                 | N-502 AV-925                    |
|                      | km 58-60 | Arenas de San Pedro (travesía) AV-923 La Parra · Ávila AV-P-711 El Hornillo AV-P-713 Guisando | Arenas de San Pedro (travesía) AV-923 La Parra · Ávila AV-P-711 El Hornillo AV-P-713 Guisando | AV-925 AV-923 AV-P-711 AV-P-713 |
|                      | km 66    | AV-P-7163 Guisando                                                                            | AV-P-7163 Guisando                                                                            | AV-P-713                        |
|                      | km 70-72 | Poyales del Hoyo (travesía)                                                                   | Poyales del Hoyo (travesía)                                                                   |                                 |
|                      | km 78-80 | Candeleda (travesía) AV-910 Oropesa                                                           | Candeleda (travesía) AV-910 Oropesa                                                           | AV-910                          |
|                      | km 83    | AV-P-716 El Raso                                                                              | AV-P-716 El Raso                                                                              | AV-P-716                        |
|                      | km 85    | Campo de golf de Candeleda Embalse de Rosarito                                                | Campo de golf de Candeleda Embalse de Rosarito                                                |                                 |
|                      | km 88    | AV-P-716 El Raso                                                                              | AV-P-716 El Raso                                                                              | AV-P-716                        |
| Límite autonómico    | km 88    | EXTREMADURA Provincia de Cáceres                                                              | CASTILLA Y LEÓN Provincia de Ávila                                                            | EX-203                          |

### Localidades que conecta
- Santa María del Tiétar
- Sotillo de la Adrada
- La Adrada
- Piedralaves
- Casavieja
- Lanzahíta
- Arenas de San Pedro
- Candeleda

## Tráfico
El tráfico promedio de la CL-501 en 2010 se detalla en la tabla siguiente:
| KM     | Intensidad media diaria | % Vehículos pesados | Ubicación del P.K. de medición                               |
| ------ | ----------------------- | ------------------- | ------------------------------------------------------------ |
| 13,130 | 6.862                   | 3,70                | Entre límite de C. A. Madrid y Sotillo de la Adrada (AV-915) |
| 23,600 | 4.337                   | 3,30                | Entre La Adrada y Piedralaves                                |
| 45,410 | 1.777                   | 4,45                | Entre límite C. A. Castilla La-Mancha y AV-922               |
| 58,840 | 1.763                   | 8,96                | Entre AV-922 y Ramacastañas (N-502)                          |
| 84,610 | 3.064                   | 10,48               | Entre Candeleda y límite de C. A. Extremadura                |